# 난 카와시리 코다마야
난 카와시리 코다마야(일본어: あたしゃ川尻こだまだよ～デンジャラスライフハッカーのただれた生活～, 난 카와시리 코다마야〜데인저러스 라이프 해커의 늘어진 생활〜, I'm Kodama Kawashiri)는 코다마 카와시리의 일본 만화 시리즈이다. 2020년 9월부터 트위터를 통해 온라인으로 연재되었으며, 가도카와 쇼텐에서 단행본 2권으로 수집했다. 랩틴 트랙이 각색한 애니메이션 TV 시리즈는 2022년 1월부터 8월까지 방영되었다.